# ヤマニンバイタル
ヤマニンバイタル（欧字名:Yamanin Vital、1990年10月2日 - 2009年10月12日）は、ニュージーランドで生産された日本の競走馬、ニュージーランドの種牡馬。
現役時代は素質を見せながらも重賞は勝てなかったが、引退後は良血を買われて故郷のニュージーランドで種牡馬となり、G1勝ち馬を出すなど実績を残した。

## 競走馬時代
1993年（4歳）から1996年（7歳）まで走り、通算15戦5勝。南半球より8カ月早く馬齢が加算される北半球ではかなりの遅生まれに相当するためかデビューは4歳8月と遅れ、4歳未勝利戦がなくなる直前に初勝利を挙げている。順調に使えないながらも、900万下に昇級したばかりの身で鳴尾記念に挑戦。3番手先行から2着に流れ込んだ。その後はオープン特別を勝利するまでに出世するが、以降は1年休養後に1戦したのみで引退した。

## 競走成績
以下の内容は、netkeiba.comおよびJBISサーチに基づく。
| 年月日     | 競馬場 | 競走名          | 格   | 距離（馬場）  | 頭 数 | 枠 番 | 馬 番 | オッズ（人気） | 着順 | タイム （上り3F/4F） | 着差 | 騎手     | 斤量 （kg） | 勝ち馬/（2着馬）       |
| ---------- | ------ | --------------- | ---- | ------------- | ----- | ----- | ----- | -------------- | ---- | -------------------- | ---- | -------- | ----------- | ---------------------- |
| 1993.08.21 | 函館   | 4歳未勝利       |      | 芝1200m（良） | 9     | 8     | 9     | 06.6（4人）    | 4着  | 1:10.9 (36.4)        | -0.3 | 内田浩一 | 55          | シャムローズ           |
| 0000.09.26 | 函館   | 4歳未勝利       |      | 芝1800m（不） | 11    | 8     | 11    | 02.4（1人）    | 2着  | 1:54.9 (40.7)        | -0.7 | 内田浩一 | 52          | クイーンジャガー       |
| 0000.10.31 | 福島   | 4歳未勝利       |      | 芝2000m（良） | 14    | 1     | 1     | 03.4（2人）    | 1着  | 2:00.6 (36.5)        | -1.2 | 上野清章 | 55          | （エイシンマウント）   |
| 1994.04.10 | 阪神   | 4歳上500万下    |      | ダ1200m（良） | 16    | 8     | 16    | 03.4（2人）    | 9着  | 1:15.1 (38.1)        | -0.9 | 河内洋   | 56          | シャイニングベル       |
| 0000.10.02 | 中京   | 二見ケ浦特別    | 500  | 芝2000m（良） | 14    | 7     | 12    | 05.2（2人）    | 1着  | 2:02.1 (36.2)        | -0.2 | 松永幹夫 | 57          | （エバービクトリー）   |
| 0000.10.29 | 阪神   | 布引特別        | 500  | 芝2500m（良） | 15    | 8     | 14    | 03.2（1人）    | 2着  | 2:35.4 (36.1)        | -0.1 | 松永幹夫 | 58          | パーフェクトゲーム     |
| 0000.11.20 | 京都   | 舞鶴特別        | 500  | 芝2400m（良） | 14    | 8     | 14    | 02.2（1人）    | 1着  | 2:28.6 (34.6)        | -0.4 | 松永幹夫 | 57          | （テンシンランマン）   |
| 0000.12.10 | 阪神   | 鳴尾記念        | GII  | 芝2500m（良） | 9     | 5     | 5     | 12.1（5人）    | 2着  | 2:34.0 (35.7)        | -0.7 | 松永幹夫 | 51          | スターマン             |
| 1995.01.28 | 京都   | 日経新春杯      | GII  | 芝2400m（良） | 11    | 8     | 11    | 07.4（4人）    | 5着  | 2:25.1 (34.2)        | -0.3 | 松永幹夫 | 53          | ゴーゴーゼット         |
| 0000.02.19 | 東京   | 目黒記念        | GII  | 芝2500m（良） | 12    | 1     | 1     | 28.0（7人）    | 4着  | 2:31.8 (35.9)        | -0.7 | 松永幹夫 | 53          | ハギノリアルキング     |
| 0000.03.19 | 京都   | 御堂筋S         | 1500 | 芝2200m（良） | 16    | 4     | 8     | 03.2（1人）    | 2着  | 2:13.3 (35.6)        | -0.2 | 松永幹夫 | 57          | サンライトウェイ       |
| 0000.04.01 | 京都   | なにわS         | 1500 | 芝2000m（良） | 11    | 7     | 8     | 01.8（1人）    | 1着  | 1:59.6 (35.8)        | -0.7 | 松永幹夫 | 57          | （ヴァルケイノウ）     |
| 0000.04.30 | 京都   | オーストラリアT | OP   | 芝1800m（良） | 11    | 6     | 7     | 02.3（1人）    | 3着  | 1:47.2 (34.6)        | -0.5 | 松永幹夫 | 56          | ダンツシアトル         |
| 0000.10.08 | 新潟   | 朱鷺S           | OP   | 芝2000m（良） | 11    | 1     | 1     | 05.2（2人）    | 1着  | 2:00.4 (36.0)        | -0.2 | 千田輝彦 | 56          | （トウカイサイレンス） |
| 1996.10.06 | 新潟   | 秋野S           | OP   | 芝2000m（良） | 14    | 5     | 8     | 18.1（7人）    | 4着  | 1:59.2 (35.5)        | -0.2 | 千田輝彦 | 56          | トウカイタロー         |

## 種牡馬時代
父がオセアニアの大種牡馬、兄や従兄弟にG1馬がいるという良血を買われ、1997年にニュージーランドで種牡馬入りした。2000-2001年シーズンに初年度産駒がデビューすると、当初はあまり活躍馬を出せなかったが、2003-2004年シーズンには2頭のG1勝ち馬を送り出し、ニュージーランドのサイアーランキングで自己最高の8位をマークした。障害競走の活躍馬も出していて、2008年から2010年にかけてニュージーランド最大の障害競走グレートノーザンステープルチェイスを3連覇したHypnotizeがおもな産駒である。オーストラリアや東南アジアへ輸出された産駒はいるものの、日本に輸出されたケースはなかった。
以後は毎年サイアーランキング20位台前後で推移する中堅種牡馬として活躍していたが、2009年10月12日の夜に重度の疝痛から腸閉塞を発症し、安楽死の処置がとられた。
G1馬を出したものの活躍馬はいずれもせん馬か牝馬で、後継種牡馬は出ていない。

### 主な産駒
- 1998年産
  - Cluden Creek / クルーデンクリーク - ウェリントンカップ（当時新G1）
- 2000年産
  - Cut The Cake / カットザケーキ - ニュージーランドダービー（新G1）
  - Trebla / トレブラ - ニュージーランドカップ（新G2）、カンタベリーゴールドカップ （新G3）
  - Requisite / リキサイト - MRCエクリプスステークス（豪G3）
- 2005年産
  - Herculian Prince / ハーキュリアンプリンス - メトロポリタンハンデキャップ(豪G1)、キングストンタウンステークス(豪G3)
  - Inferno / インフェルノ - カンタベリーゴールドカップ（新G3）連覇
- 2008年産
  - Who Shot Thebarman / フーショットザバーマン - オークランドカップ（新G1）、シドニーカップ（豪G1）、ジッピングクラシック（豪G2）、ムーニーバレーゴールドカップ（豪G2）、アボンデールカップ（新G2）、ザ・バート・カミングス（豪G3）

## 血統表
| ヤマニンバイタルの血統      | ヤマニンバイタルの血統                 | ヤマニンバイタルの血統                 | （血統表の出典）                       | （血統表の出典） |
| 父系                        | サートリストラム系（サーゲイロード系） | サートリストラム系（サーゲイロード系） | サートリストラム系（サーゲイロード系） | [ § 2 ]          |
| 父 Sir Tristram 1971 鹿毛   | 父の父Sir Ivor 1965 鹿毛               | Sir Gaylord                            | Turn-to                                | Turn-to          |
| 父 Sir Tristram 1971 鹿毛   | 父の父Sir Ivor 1965 鹿毛               | Sir Gaylord                            | Somethingroyal                         |                  |
| 父 Sir Tristram 1971 鹿毛   | 父の父Sir Ivor 1965 鹿毛               | Attica                                 | Mr.Trouble                             | Mr.Trouble       |
| 父 Sir Tristram 1971 鹿毛   | 父の父Sir Ivor 1965 鹿毛               | Attica                                 | Athenia                                |                  |
| 父 Sir Tristram 1971 鹿毛   | 父の母Isolt 1961 鹿毛                  | Round Table                            | Princequillo                           | Princequillo     |
| 父 Sir Tristram 1971 鹿毛   | 父の母Isolt 1961 鹿毛                  | Round Table                            | Knight's Daughter                      |                  |
| 父 Sir Tristram 1971 鹿毛   | 父の母Isolt 1961 鹿毛                  | All My Eye                             | My Babu                                | My Babu          |
| 父 Sir Tristram 1971 鹿毛   | 父の母Isolt 1961 鹿毛                  | All My Eye                             | All Moonshine                          |                  |
| 母 She Might Hula 1984 鹿毛 | 母の父Caucasus 1972 鹿毛               | Nijinsky                               | Northern Dancer                        | Northern Dancer  |
| 母 She Might Hula 1984 鹿毛 | 母の父Caucasus 1972 鹿毛               | Nijinsky                               | Flaming Page                           |                  |
| 母 She Might Hula 1984 鹿毛 | 母の父Caucasus 1972 鹿毛               | Quill                                  | Princequillo                           | Princequillo     |
| 母 She Might Hula 1984 鹿毛 | 母の父Caucasus 1972 鹿毛               | Quill                                  | Quick Touch                            |                  |
| 母 She Might Hula 1984 鹿毛 | 母の母Never Hula 1969 黒鹿毛           | Never Bend                             | Nasrullah                              | Nasrullah        |
| 母 She Might Hula 1984 鹿毛 | 母の母Never Hula 1969 黒鹿毛           | Never Bend                             | Lalun                                  |                  |
| 母 She Might Hula 1984 鹿毛 | 母の母Never Hula 1969 黒鹿毛           | Hula Hula                              | Polynesian                             | Polynesian       |
| 母 She Might Hula 1984 鹿毛 | 母の母Never Hula 1969 黒鹿毛           | Hula Hula                              | Black Helen                            |                  |
| 母系(F-No.)                 | 1号族(FN:1-s)                          | 1号族(FN:1-s)                          | 1号族(FN:1-s)                          | [ § 3 ]          |
| 5代内の近親交配             | Princequillo4×4×5=15.63%               | Princequillo4×4×5=15.63%               | Princequillo4×4×5=15.63%               | [ § 4 ]          |
| 出典                        | 1. 2. 3. 4.                            | 1. 2. 3. 4.                            | 1. 2. 3. 4.                            | 1. 2. 3. 4.      |

- 母の父Caucasusは現役時アイルランドとアメリカでG1級競走を4勝。両親がマルゼンスキーの父と祖母と同じで、マルゼンスキーとは4分の3同血の関係にある。
- 半兄Hulastrikeはニュージーランド2000ギニー（ニュージーランドG1）など重賞3勝。
- 従兄弟（母の半姉の産駒）に名種牡馬Pleasant Tap、ケンタッキーダービー勝ち馬Go for Ginの兄弟がいる[7]。
- 5代母La Troienneはアメリカを中心にして世界の馬産に多大な影響を与えた大繁殖牝馬。この牝系はLa Troiennne系と称される。

## 参考
- ○外ヤマニンバイタル - プロフィール、競走成績など
- ヤマニンバイタル(NZ) - プロフィール、血統など
- YAMANIN VITAL (NZ) BAY 1990 16.0 hh - 種牡馬成績など
- Leading Sires - 種牡馬成績など